# Jacek Kawalec
Jacek Kawalec (ur. 29 września 1961 w Warszawie) – polski aktor teatralny, filmowy i dubbingowy, a także prezenter telewizyjny, piosenkarz.

## Życiorys
Ukończył pięć klas szkoły muzycznej. W okresie licealnym śpiewał w harcerskim chórze, którzy działał przy Teatrze Wielkim w Warszawie. W tym okresie wystąpił w operze Borys Godunow oraz zagrał epizodyczne role w dwóch spektaklach Teatru Dramatycznego w Warszawie (m.in. w Nocy listopadowej). W 1984 został absolwentem Wydziału Aktorskiego Państwowej Wyższej Szkoły Filmowej, Telewizyjnej i Teatralnej im. Leona Schillera w Łodzi.
Współpracuje z warszawskimi teatrami: Polskim, Komedia, Syrena, Ochota i na Woli.
W 1985 zadebiutował na szklanym ekranie epizodyczną rolą w serialu Żuraw i czapla. W latach 1992–1998 prowadził program TVP1 Randka w ciemno. W 1995 wydał album studyjny pt. Be My Love, Shakespeare, na który nagrał swoje interpretacje sonetów Williama Szekspira. W ramach promocji płyty przygotował widowisko pt. „Miłość to nie igraszka czasu”, za które otrzymał nominację do nagrody „Złotej Róży” na Światowym Festiwalu Programów Telewizyjnych „Róże Montreux”. Zagrał w serialach Polsatu: Michała Batyckiego w I kto tu rządzi? (2006) i „Radosnego” w Halo Hans! (2007). W latach 2006–2009 i 2011–2016 kreował postać polonisty Tomasza Witebskiego w serialu TVP1 Ranczo. Uczestniczył w programach rozrywkowych: Taniec z gwiazdami (2006), Jak oni śpiewają (2008) i Twoja twarz brzmi znajomo (2014).
Od 2016 koncertuje z recitalem Niezapomniany Joe Cocker. Od stycznia 2022 jest wokalistą zespołu Budka Suflera. Również w 2022 był jednym z gospodarzy porannego magazynu rozrywkowo-informacyjnego Poranny rogal na antenie Zoom TV.

## Życie prywatne
Jest żonaty z teatrolożką Joanną, z którą ma córkę Kalinę (ur. 1985) i syna Kajetana (ur. 1998).

## Filmografia
- 1985: Żuraw i czapla – kolega Kasi
- 1985: Starzy znajomi – karateka, pomocnik Jolki
- 1985: Okruchy wojny – Łoziński – derkacz
- 1986: Zmiennicy – cinkciarz pod hotelem (odc. 15)
- 1986: Republika nadziei – Adamek
- 1987: Sala nr 6 – młody mężczyzna
- 1987: Rzeka kłamstwa – Bronek, parobek w młynie (odc. 1-2, 5)
- 1987: O rany, nic się nie stało!!! – Banan, członek zespołu Jacka
- 1988: Crimen – Maciej Wojnarowski (odc. 1, 3-4, 6)
- 1990: Krótka noc (etiuda szkolna) – uciekinier
- 1990: Człowiek z Budki Suflera – Henryk
- 1992: Wielka wyspa – pracownik kasy Branieckiego
- 1994: Mały książę (spektakl telewizyjny) – kupiec
- 1994: Bank nie z tej ziemi – dziennikarz tv (odc. 13)
- 1997: Zielony potwór – baśń o pięknej Dardanie (spektakl telewizyjny) – dj radia Nankin
- 1999–2000: Klan – fotograf Marcel
- 2001: Miodowe lata – Bolek Marciniak (odc. 70)
- 2001: Kocham Klarę – psychiatra Roman (odc. 8)
- 2002: Sesja kastingowa (spektakl telewizyjny) – aktor z teatru
- 2003: Zaginiona – nauczyciel w-fu (odc. 1-2)
- 2004: Na Wspólnej – dekorator (odc. 427)
- 2004: Pensjonat pod Różą – Igor Karnowski (odc. 23)
- 2004: Fala zbrodni – prowadzący talk-show (odc. 15)
- 2006-2016: Ranczo (serial telewizyjny) – polonista Tomasz Witebski
- 2007: Pierwsza miłość (serial telewizyjny) – negocjator policyjny
- 2007: Prawo miasta – prokurator Aleksander Kaczorowski (odc. 1, 5-6, 8, 12)
- 2007: I kto tu rządzi? – Michał Batycki, mąż Agaty (odc. 15-16, 32-33)
- 2007: Hallo, Hans! Czyli nie ze mną te numery! – Radosny (odc. 5, 7)
- 2007: Ranczo Wilkowyje – polonista Tomasz Witebski
- 2008: Przygody Simbada żeglarza (spektakl telewizyjny) – diabeł morski
- 2008: Na dobre i na złe – Andrzej Lewicki (odc. 342)
- 2008: Doręczyciel – Mirek Wierzba (odc. 6, 8, 11)
- 2010: Ojciec Mateusz – dziennikarz tv (odc. 31)
- 2011: Unia serc – pracownik Polskiego Banku Komórek Macierzystych (odc. 5)
- 2011: Instynkt – Adam Chojecki (odc. 9)
- 2015: Historia Roja – funkcjonariusz UBP (odc. 1, 3-4)
- 2015: Gigant (etiuda szkolna) – facet
- od 2017: Na Wspólnej – Cielecki, ojciec Elizy
- 2017: Ojciec Mateusz – Ryszard Skarga (odc. 220)
- 2017: Lekarze na start – komik Andrzej (odc. 41)
- 2019: Barwy szczęścia – Prowadzący program (odc. 2130)
- 2021: Mecenas Porada – Andrzej Rawski (odc. 6)

## Polski dubbing

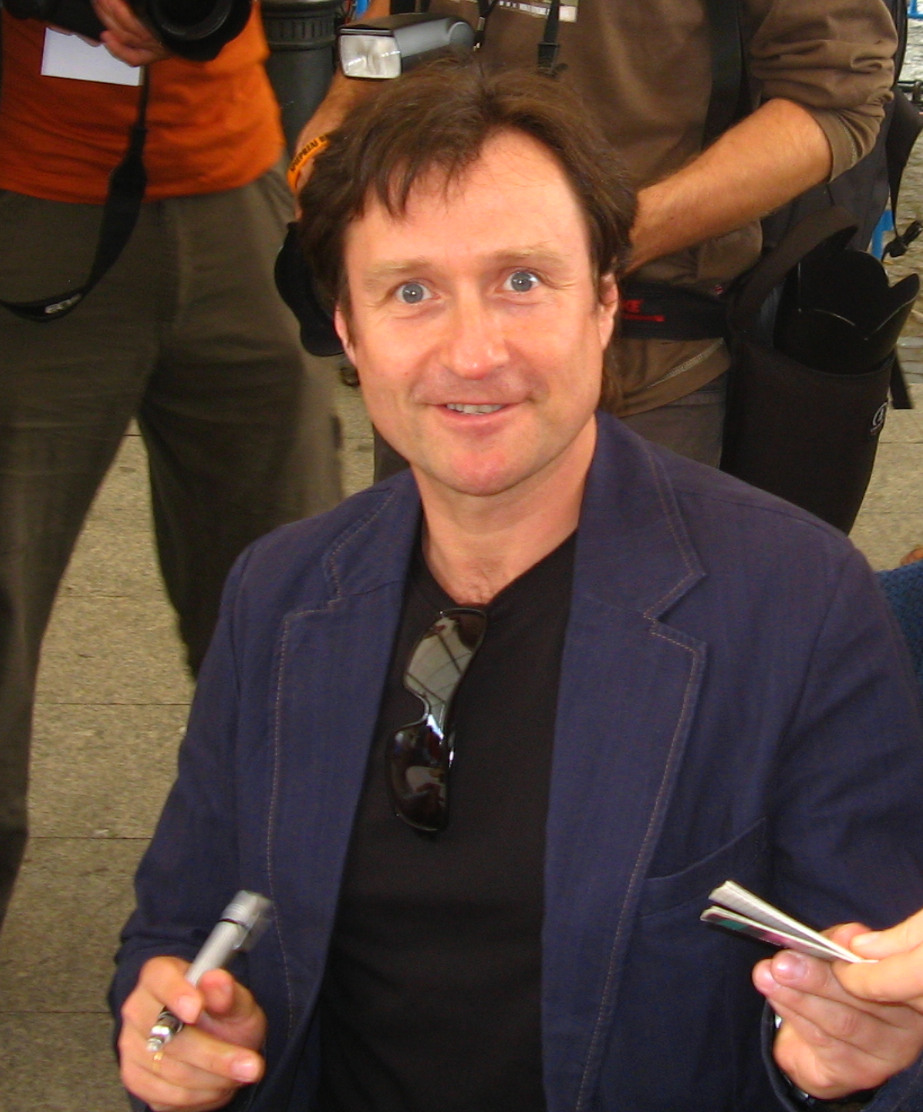
Jacek Kawalec (2007)

- 1981–1990: Smerfy – Tropiciel (serie: 1, 2, 3 – stara wersja)
- 1986: Wielki mysi detektyw – Fidget (dub. 2003)
- 1988: Oliver i spółka – Tito
- 1988–1994: Garfield i przyjaciele – lektor (wersja lektorska)
- 1990–1991: Muminki – Muminek
- 1992: Kometa nad Doliną Muminków – Muminek
- 1992–1997: Kot Ik! – Scooter
- 1993–1995: Szmergiel – Rysiul Szmergiel
- 1997: Anastazja – Dymitr
- 1997: Piękna i Bestia. Zaczarowane święta – Piko
- 1997–1999: Traszka Neda – Newton
- 1998: Rudolf czerwononosy renifer – Zgrywus
- 1998: Dawno temu w trawie – Francis
- 1999: Inspektor Gadżet – Gadżet-mobil
- 2000: Dinozaur – Zini
- 2000: Produkcje Myszki Miki – Mortimer
- 2000: Hugo. Tropikalna wyspa – Hugo
- 2001–2004: Bliźniaki Cramp – Wayne (seria 1)
- 2001–2002: Jak dwie krople wody – Jake Carlson
- 2001: Café Myszka – Mortimer
- 2002: Kryptonim: Klan na drzewie – Rupert (operacja: M.I.N.I.G.O.L.F.)
- 2003: 101 dalmatyńczyków II. Londyńska przygoda – Piorunek
- 2004: Garfield – Garfield
- 2005: Mój partner z sali gimnastycznej jest małpą – Jake Czepiak – małpa
- 2005: Robotboy – Constantine (serie: 1, 2)
- 2006: Epoka lodowcowa 2: Odwilż – Zdzichu
- 2008: George prosto z drzewa – narrator
- 2009: Epoka lodowcowa 3: Era dinozaurów – Zdzichu
- 2011: Epoka lodowcowa: Mamucia gwiazdka – Zdzichu
- 2012: Epoka lodowcowa 4: Wędrówka kontynentów – Zdzichu
- 2014: Munio: Strażnik Księżyca – Fosfo
- 2016: Epoka lodowcowa 5: Mocne uderzenie – Zdzichu

## Teatr
- 2008: Bajki robotów, Teatr „Capitol”
- 2009: Piękne Panie i Panowie, Teatr Kamienica
- 2010: I tak Cię kocham, Teatr Kamienica
- 2010: Ta cisza to ja, Teatr Kamienica